# Ula (Ula) mollissima
Ula (Ula) mollissima is een tweevleugelige uit de familie Pediciidae. De soort komt voor in het Palearctisch gebied.